# Stubaier Wildspitze
Stubaier Wildspitze är en bergstopp i Österrike. Den ligger i distriktet Imst och förbundslandet Tyrolen, i den västra delen av landet. Toppen på Stubaier Wildspitze är 3 341 meter över havet.
Kring Stubaier Wildspitze finns flera berg med nästan samma höjd. Närmaste större samhälle är Sölden, 7,8 km väster om Stubaier Wildspitze men linbanorna ligger på bergets östra sida. 
Trakten runt Stubaier Wildspitze består i huvudsak av kala bergstoppar och isformationer.